# Chappes (Allier)
 Chappes  es una población y comuna francesa, situada en la región de Auvernia, departamento de Allier, en el distrito de Montluçon y cantón de Montmarault.

## Demografía
| 396 | 352 | 307 | 240 | 219 | 221 |
| Para los censos de 1962 a 1999 la población legal corresponde a la población sin duplicidades (Fuente: INSEE [Consultar]) |     |     |     |     |     |